# Материковый склон

осадочная порода
твердая (горная) порода
мантия

Материко́вый склон или континента́льный склон — наклонная область подводной окраины материка. Расположена между шельфом и подножием материка, граничащим с ложем океана. По геологическому строению и рельефу материковый склон является продолжением суши.
Прибрежной границей материкового склона служит внешняя бровка шельфа — край материковой платформы, представляющий перегиб поверхности морского дна материковой отмели, от которого начинается постоянный уклон в глубину. Угол подобного уклона может очень сильно варьировать от довольно пологого — около 3—4° до очень крутого — 40—45° и более. Средняя величина наклона составляет 3°27’, что близко к углу наклона горных цепей. Материковый склон охватывает значительный диапазон глубин — в целом от 100—200 до 3000—4000 м. Обычно же считается, что зона континентального склона (уклона) расположена на глубинах около 200—3000 м и на неё приходится около 15,3 % всей площади Мирового океана.
Дно (бенталь) материкового склона в зависимости от глубины подразделяют на две зоны — верхнюю бенталь, или мезобенталь — от 200—500 до 1000—2000 м и нижнюю бенталь, или батибенталь — от 1000—2000 до 3000 м.
Поверхностная структура континентального склона часто осложнена различными продольными уступами и обрывами или подводными каньонами, направленными в сторону океанического ложа. Например, ступенчатость материкового склона в виде наклонных аккумулятивных равнин очень ярко выражена в районе Евразийской подводной окраины в Северном Ледовитом океане. Здесь расположены два обширных краевых подводных плато, имеющих собственные названия — плато Ермак, находящееся к северу от Шпицбергена, и Чукотское плато, к которому с востока примыкает подводный хребет Нортуинд. Материковому склону Антарктиды также присуща значительная ширина, ступенчатость профиля и существенная расчленённость дна густой сетью очень широких каньонов, особенно в районе морей Беллинсгаузена и Амундсена.
На нижней части склона обычно накапливаются осадки. Это в первую очередь терригенные породы, обычно алевриты. В тёплых морях накапливаются карбонатные, биогенные илы, а вокруг Антарктики — айсберговые отложения и диатомовые илы.
В плане экологической зональности морского дна материковому склону в основном соответствует батиаль, занимающая промежуточное положение между сублиторалью или следующей за ней «промежуточной зоной» и абиссалью.